# Крюков, Николай Николаевич (композитор)
Николай Николаевич Крю́ков (1908—1961) — советский композитор. Лауреат двух Сталинских премий первой степени (1947, 1948). Брат композитора В. Н. Крюкова.

## Биография
Николай Крюков родился 20 января (2 февраля) 1908 года в Москве.
В 1932 году окончил Московский областной музыкальный техникум по классу композиции у С. Н. Василенко и А. В. Александрова. В 1930—1931 годах редактор ВР. С 1931 года музыкальный руководитель студии «Мосфильм». Наиболее известен как автор киномузыки («Сказание о земле Сибирской», «Идиот», «Неотправленное письмо», «Хлеб и розы» и др. фильмы).
5 апреля 1961 года Крюков покончил жизнь самоубийством в Москве на Белорусском вокзале, бросившись под электропоезд. В рапорте КГБ под грифом «Совершенно секретно» указывалось, что накануне композитор, перенесший второй инфаркт, вернулся из звенигородского санатория. Он жаловался близким на головные боли, говорил о скорой смерти. Рапорт, подписанный председателем КГБ Александром Шелепиным, завершался фразой: «Ведётся расследование органами прокуратуры». Похоронен в Москве на Ваганьковском кладбище (участок № 53).

## Сочинения (выборка)
- Аул Бастунджи. Кантата для солистов чтеца и симф. оркестра (слова М. Ю. Лермонтова) (1941)
- Сказание о земле Сибирской. Кантата-былина для солистов, хора и симф. оркестра (1949)
- Симфония № 1 (1936)
- Симфония № 2 (1955)
- Симфониетта на казахские темы (1940)
- Три оркестровые сюиты (1938, 1943, 1952)
- Сюита на белорусские народные темы, для оркестра народных инструментов (1933)
- Струнный квартет (1940)

## Фильмография
- 1925 (1950) — Броненосец «Потёмкин»
- 1928 (1949) — Потомок Чингисхана
- 1932 — Дела и люди
- 1933 — Конвейер смерти
- 1935 — Конец полустанка
- 1935 — Лётчики
- 1935 — Осадное положение
- 1936 — Мы из Кронштадта
- 1936 — Поколение победителей
- 1936 — Зори Парижа
- 1938 — Бакинцы
- 1939 — Подкидыш
- 1939 — Ленин в 1918 году
- 1939 — В поисках радости
- 1939 — Семья Оппенгейм
- 1940 — Закон жизни
- 1941 — Трое в воронке (Боевой киносборник № 1)
- 1941 — Пир в Жирмунке (Боевой киносборник № 6)
- 1942 — Оборона Царицына
- 1942 — Парень из нашего города
- 1942 — Убийцы выходят на дорогу
- 1942 — Песнь о великане
- 1942 — Боевой киносборник № 10
- 1943 — Новгородцы
- 1943 — Жди меня
- 1943 — Дни и ночи
- 1945 — Без вины виноватые
- 1946 — Адмирал Нахимов
- 1946 — Крейсер «Варяг»
- 1947 — Сказание о земле Сибирской
- 1948 — Миклухо-Маклай
- 1948 — Три встречи
- 1948 — Повесть о настоящем человеке
- 1950 — Далеко от Москвы
- 1952 — Джамбул
- 1954 — Герои Шипки
- 1955 — Дорога
- 1955 — Попрыгунья
- 1956 — Пролог
- 1956 — Сорок первый
- 1957 — Неповторимая весна
- 1957 — Огненные вёрсты
- 1958 — Идиот
- 1958 — Красные листья
- 1958 — Мы из Семиречья
- 1958 — Трудное счастье
- 1959 — В едином строю
- 1959 — Неотправленное письмо
- 1960 — Ровесник века
- 1960 — Хлеб и розы
- 1960 — Девушка Тянь-Шаня

## Награды и премии
- орден «Знак Почёта» (14.04.1944)
- Сталинская премия первой степени (1947) — за музыку к фильму «Адмирал Нахимов» (1946)
- Сталинская премия первой степени (1948) — за музыку к фильму «Сказание о земле Сибирской» (1947)[4]